# Якобсон, Эдуард

Эдуард Якобсон (нем. Eduard Jacobson; 1833—1897) — немецкий писатель

 и драматург.

## Биография
Эдуард Якобсон родился 10 ноября 1833 года в Силезии. Врач по образованию; с 1854 по 1858 год он изучал медицину в Берлинском университете имени Гумбольдта и в начале 1859 года получил докторскую степень.
Написал частью в сотрудничестве с другими авторами множество фарсов и комедий, ставших популярными пьесами почти всех немецких театров; из них наиболее известны следующие: «Моя тетка — твоя тетка» (1858), «Кто последним смеется» (1861), «Пятьсот тысяч чертей», «Смеющийся Берлин» (1898), «Человек на луне» (1892). 
Эдуард Якобсон умер 29 января 1897 года в городе Берлине.